# Ryerson
Ryerson – gmina (ang. township) w Kanadzie, w prowincji Ontario, w dystrykcie Parry Sound.
Powierzchnia Ryerson to 186,79 km².
Według danych spisu powszechnego z roku 2001 Ryerson liczy 632 mieszkańców (3,38 os./km²).

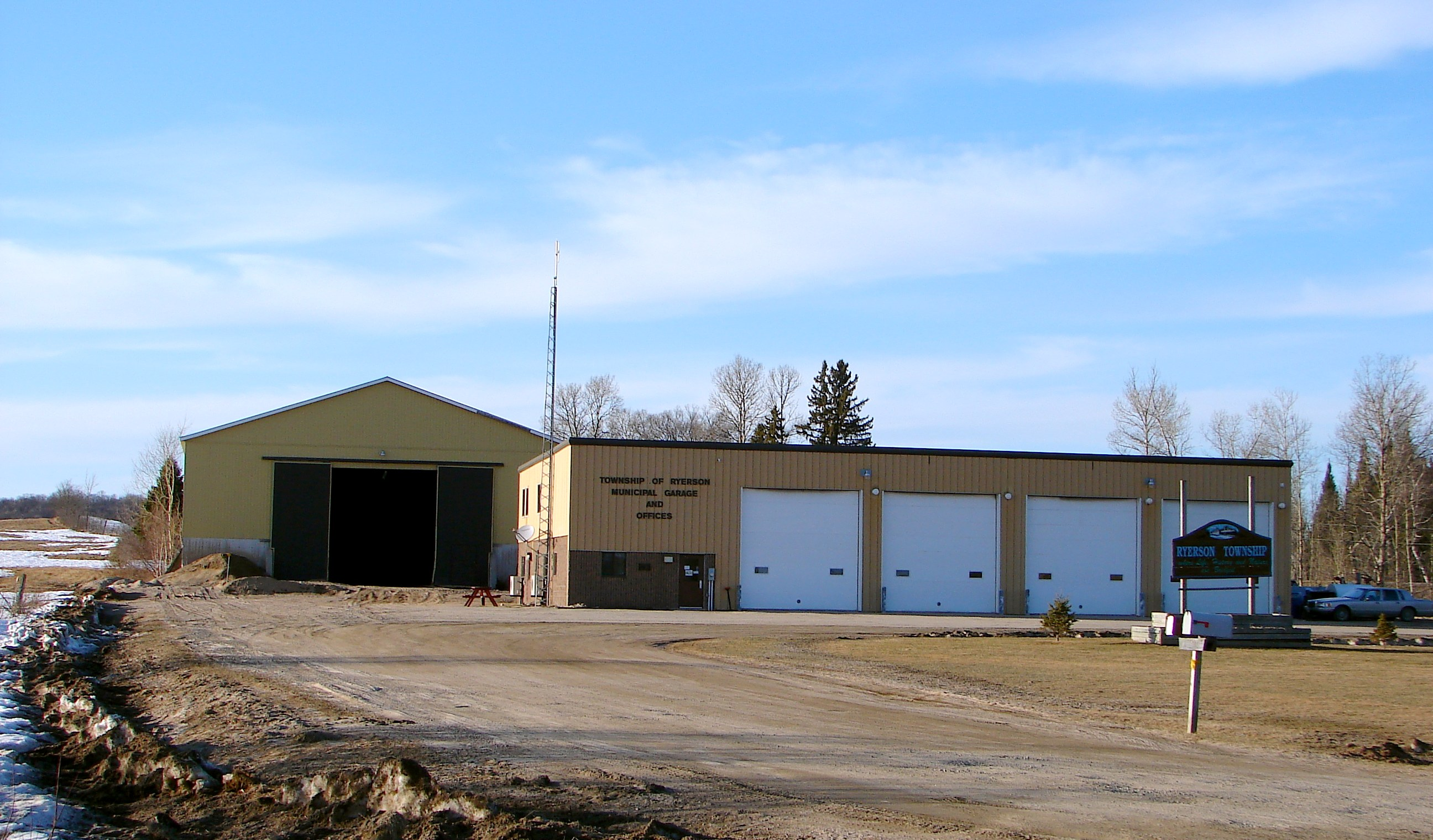